# Łuna 8K72-1
Łuna 8K72-1 – pełna nazwa głównego stopnia radzieckich rakiet nośnych Łuna 8K72. Dookoła niego umieszczano 4 stopnie zerowe (pomocnicze), Łuna 8K72-0.